# Franz Josefs- und Elisabeth-Höhe

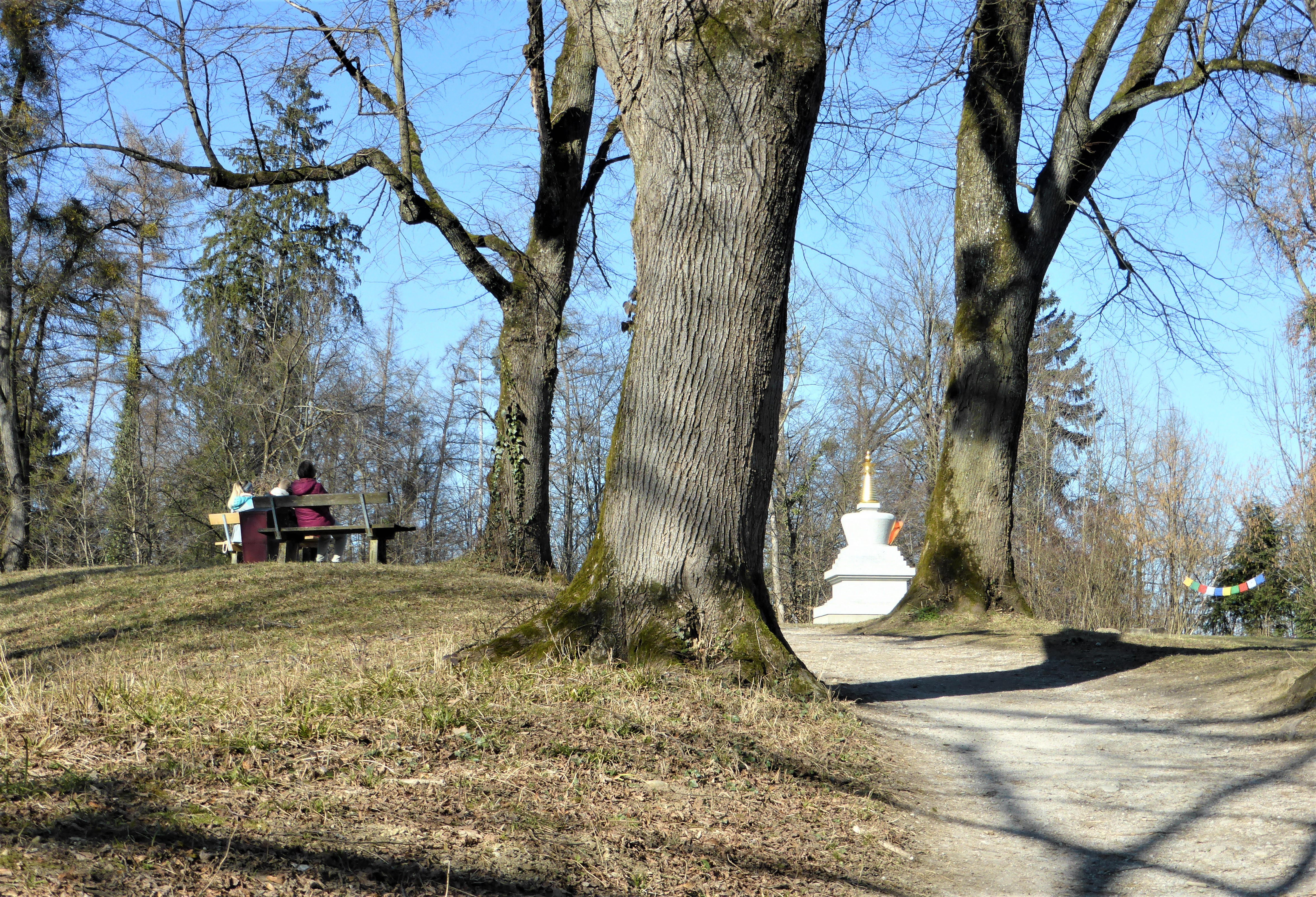
Franz Josefs- und Elisabeth-Höhe

Die Franz Josefs- und Elisabeth-Höhe (verkürzend auch Franz-Josefs-Höhe genannt) ist ein Aussichtspunkt auf dem Mönchsberg in der österreichischen Landeshauptstadt Salzburg im Bereich des historischen Zentrums.

## Lage und Geschichte

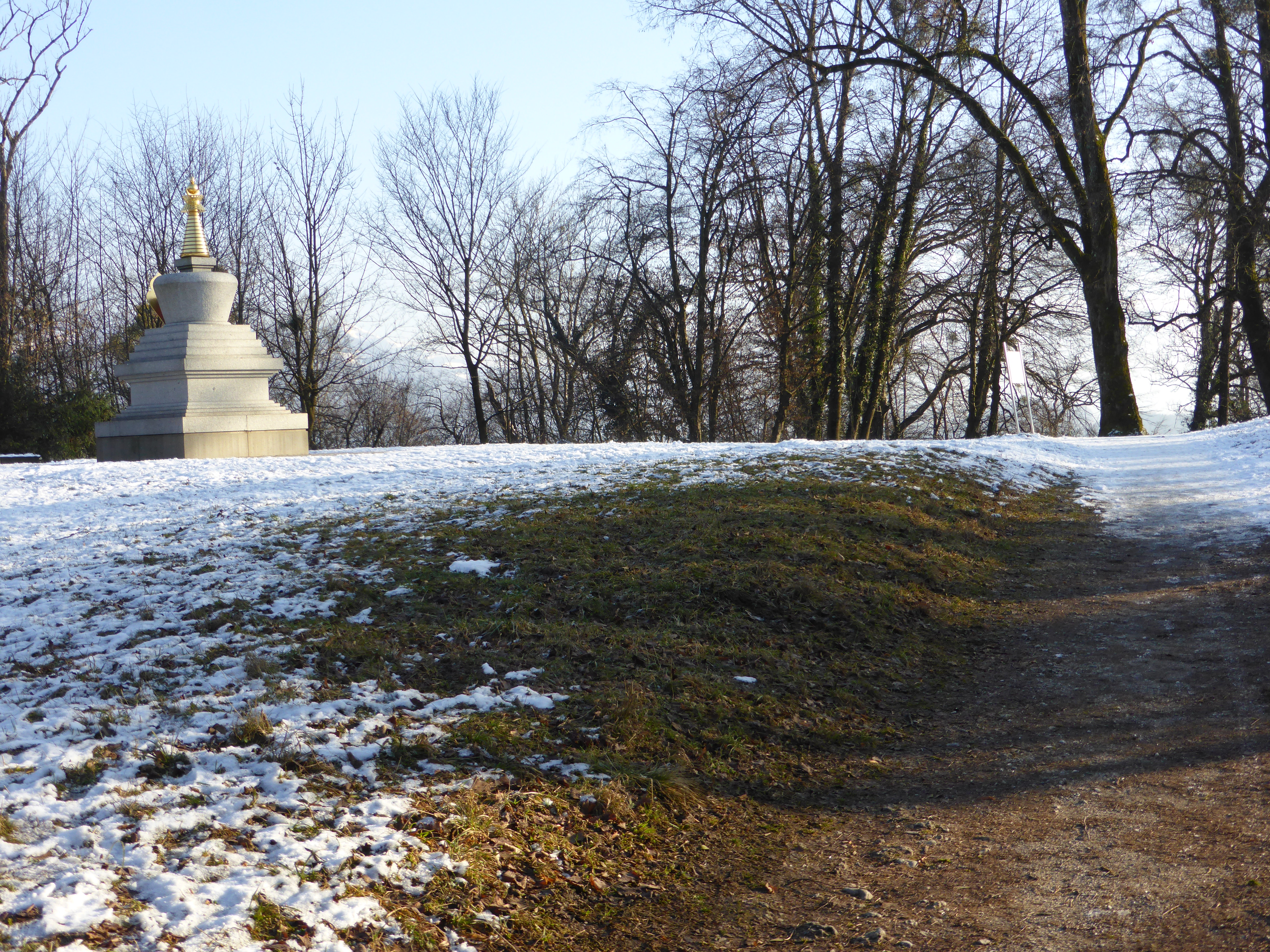
Blick von der Franz Josefs- und Elisabeth-Höhe zum buddhistischen Stupa

Die leichte Anhöhe liegt nördlich des Dr.-Ludwig-Praehauserwegs, etwa 60 m von dem Buffet auf der Richterhöhe entfernt. Der 2011 errichtete Stupa am Mönchsberg befindet sich nächst des Aussichtspunktes. Auf der Anhöhe stehen zwei Sitzbänke, der Blick auf die Stadt ist durch starken Bewuchs aber eingeschränkt.
Dem Salzburger Verschönerungsverein war es Mitte des 19. Jahrhunderts ein Anliegen, den Mönchsberg für die Salzburger Bürgerschaft zu erschließen. 1879 wurde der Fußweg zur Franz Josefs- und Elisabeth-Höhe und weiter zur Karolinenhöhe vollendet und mit einer Baumallee bepflanzt. Kaiser Franz Joseph I. genehmigte die Bitte des Verschönerungsvereins, den Aussichtspunkt als „Franz Josef- und Elisabeth-Höhe“ zu benennen. Damit sollte die besondere Verbundenheit der Stadt mit dem Kaiserpaar Franz Josef und seiner Gattin Elisabeth (Sisi) zum Ausdruck gebracht werden. Ein früher vorhandener Gedenkstein zur Erinnerung an das Kaiserpaar ist heute verschollen.